# Air Algérie Flight 5017

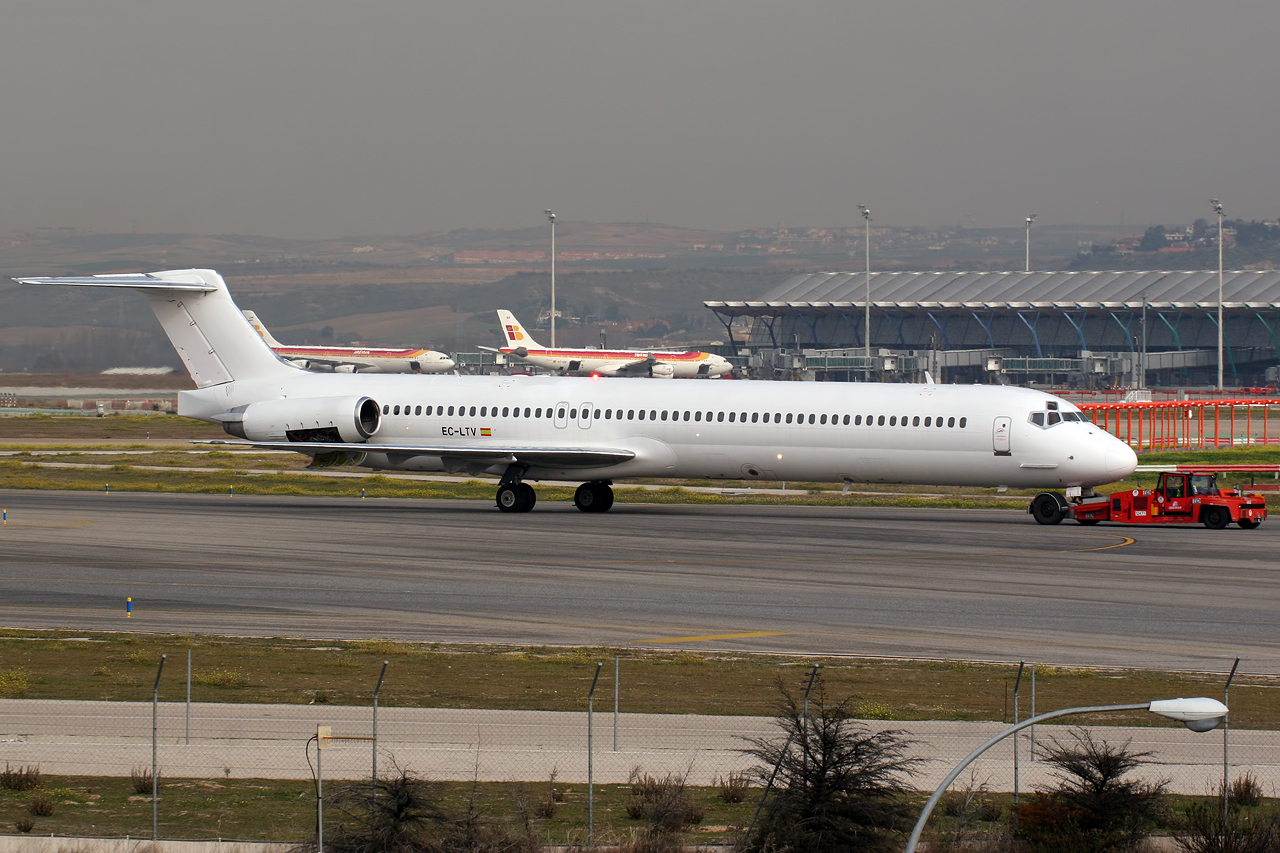
De förolyckade flygplanet år 2013.

Air Algérie Flight 5017 var ett passagerarplan av typen McDonnell Douglas Boeing MD-83 som havererade i Mali med 116 personer ombord 24 juli 2014. Orsaken till haveriet är inte helt känt men det kan ha berott på en sandstorm.